# Lurbe-Saint-Christau
Lurbe-Saint-Christau ist eine französische Gemeinde mit 206 Einwohnern (Stand 1. Januar 2022) im Département Pyrénées-Atlantiques in der Region Nouvelle-Aquitaine (vor 2016: Aquitanien). Sie gehört zum Arrondissement Oloron-Sainte-Marie und zum Kanton Oloron-Sainte-Marie-1 (bis 2015: Kanton Oloron-Sainte-Marie-Est).
Der Name in der gascognischen Sprache lautet Lurbe-Sent Cristau. Die Bewohner werden Lurbans genannt.

## Geographie
Lurbe-Saint-Christau liegt ca. 10 km südlich von Oloron-Sainte-Marie im Aspetal in der historischen Provinz Béarn.
Die höchste Erhebung im Gebiet der Gemeinde liegt unterhalb des Gipfels des Mail Arrouy (1251 m).
Umgeben wird der Ort von den Nachbargemeinden:
|             | Eysus                                       |                     |
| Asasp-Arros | Kompassrose, die auf Nachbargemeinden zeigt | Oloron-Sainte-Marie |
|             | Escot                                       |                     |

Lurbe-Saint-Christau liegt im Einzugsgebiet des Flusses Adour.
Der Gave d’Aspe, der beim Zusammenfluss mit dem Gave d’Ossau weiter flussabwärts gemeinsam den Gave d’Oloron bildet, strömt an der westlichen Grenze zur Nachbargemeinde Asasp-Arros entlang. Seine Nebenflüsse bewässern ebenfalls das Gebiet der Gemeinde:
- der Arrec de Lassalle,
- der Arrec de Bugalas und sein Zufluss,
  - der Arrec de Lanusset, und
- der Ourtau.[4]

## Geschichte
Eine Besiedelung des Landstrichs erfolgte vermutlich bereits in der Urgeschichte, wie der Fund eines aus der Eisenzeit datierenden Bronzeschmucks im Jahre 1897 in der Nähe der Thermalquelle belegt. In der Grotte von Bérénice wurden 1976 urgeschichtliche tierische Fundstücke wie Reste von Knochen von Bisons, Bären, Gämsen und Rentieren und menschliche Fundstücke aus der Eisenzeit, wie u. a. eine Schädelkalotte oder eine komplette Vase mit zwei Henkeln, gesichert. Eine antike Büste, die an der Stelle des heutigen Thermalbads gefunden wurde, weist darauf hin, dass dieser Ort bereits in dieser Zeit regelmäßig besucht wurde. Die Römerstraße von Beneharnum (Lescar) nach Caesaraugusta (Saragossa) führte an der heutigen Gemeinde vorbei.
In der Folge entwickelte sich das Dorf um eine Komturei auf einem der Pilgerwege nach Santiago de Compostela. Die Komturei de Buer wurde 1144 von Gaston IV., genannt der Kreuzfahrer, Vicomte von Béarn, gegründet und unterstand der Abtei Santa Cristina von Somport, später dem Templerorden. Bei der Volkszählung des Béarn im Jahre 1385 wurden in Lurbe 14 Haushalte gezählt und vermerkt, dass der Ort zur Bailliage von Oloron gehörte. Es gab ein Laienkloster, das dem Vicomte von Béarn unterstellt war. Eine Besonderheit der Gemeinde bestand darin, dass Cagots, eine Personengruppe, die vom 13. bis weit ins 19. Jahrhundert hinein in Spanien und Frankreich diskriminiert und weitgehend vom gesellschaftlichen Leben ausgeschlossen war, die Mehrheit der Bewohner stellten, aber dennoch von der Minderheit gemieden wurden. Im Zweiten Weltkrieg wurde die Gemeinde bekannt, als im Juni 1944 Maquisards, französische Partisanen der Résistance, einen aus Spanien kommenden Zug auf dem Gemeindegebiet zum Entgleisen brachten. Am 23. August 1955 wurde Saint-Christau zur Gemeinde Lurbe offiziell hinzugefügt.
Toponyme und Erwähnungen von Saint-Christau waren:
- Sen-Jacme de Bager (1438, Notare von Oloron, Nr. 3, Blatt 38),
- Sent-Xristau (gegen 1443, Vorschriften des Obersten Gerichtshofs des Béarn),
- L’ospital de Sanct-Jacme et Sanct-Cristau de Bayer, Saint-Jayme und Sainct-Jaime du Bagé (1538, Manuskriptsammlung des 16. bis 18. Jahrhunderts),
- la maison de Sainct-Christau et quatre eourcee d’eau (1675, Manuskriptsammlung des 16. bis 18. Jahrhunderts),
- Saint-Christau (1750, Karte von Cassini),
- La commanderie du Bager d’Eysus vulgairement appelée Saint-Cristau (1777, Zählung von Eysus) und
- Le Bagès ou Saint-Christau (18. Jahrhundert, Verwaltung von Pau).[8][9]

### Einwohnerentwicklung
Nach einem Höchststand der Einwohnerzahl von über 800 in der ersten Hälfte des 19. Jahrhunderts reduzierte sich die Zahl bei kurzen Erholungsphasen bis heute auf rund 200 Einwohner.
| Jahr      | 1962 | 1968 | 1975 | 1982 | 1990 | 1999 | 2006 | 2009 | 2022 |
| --------- | ---- | ---- | ---- | ---- | ---- | ---- | ---- | ---- | ---- |
| Einwohner | 383  | 275  | 269  | 250  | 214  | 235  | 225  | 229  | 206  |

## Sehenswürdigkeiten

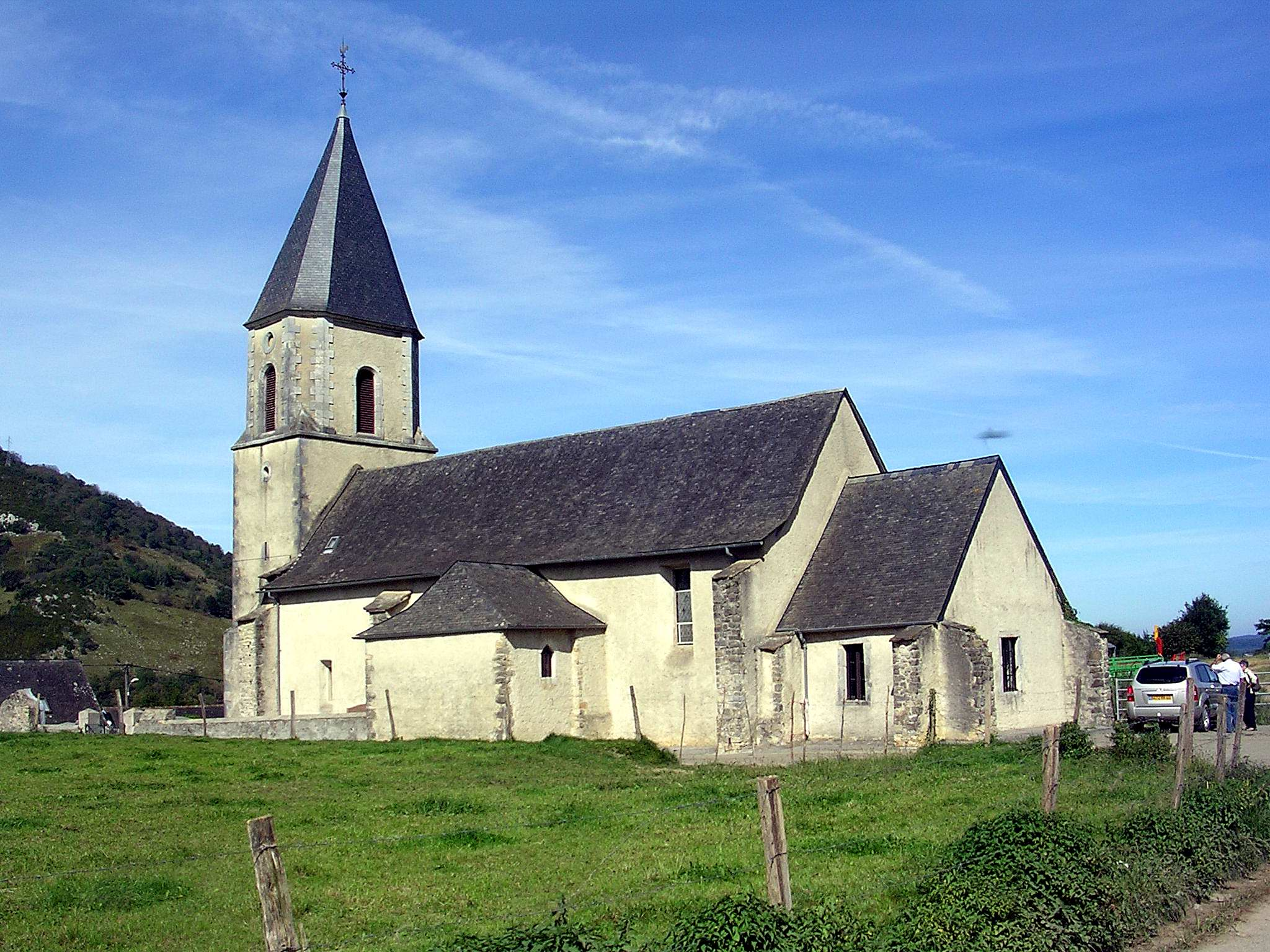
Pfarrkirche Saint-Étienne in Lurbes

- Pfarrkirche, geweiht dem heiligen Stephanus. Den Eingang des im 17. Jahrhundert auf einer leichten Anhöhe errichteten Gotteshauses erreicht man von der Straße über eine Treppe mit 37 Stufen. Im Lauf der Jahrhunderte wurden zahlreiche Umbauten vorgenommen, im Rahmen deren eine flache Apsis mit einer Sakristei, ein einschiffiges Langhaus mit zwei Seitenkapellen und im 19. Jahrhundert ein imposanter, vierstöckiger Glockenturm, auf dem ein oktogonaler Turm ruht, erschaffen wurden. Das Kircheninnere birgt Ausstattungsgegenstände, vor allem ein Altarretabel aus dem 18. Jahrhundert im Chor, drei Sitze im Louis-quinze-Stil und ein Tabernakel aus dem 17. Jahrhundert.[12]

- Schloss von Lurbe. Es war der Sitz der Grundherren von Lurbe-Saint-Christau und gehörte vermutlich zu allen Zeiten der Familie Làas-Lurbe. Im Schlussstein des Eingangsportals ist zwar die Jahreszahl „1594“ eingraviert, aber es wird vermutet, dass das Schloss bereits früher errichtet worden war. Mehrere Rückbauten haben die Substanz sukzessiv verkleinert. Zu früheren Zeiten soll es einen Turm, eine Wendeltreppe und einen sehenswerten Kamin gegeben haben, die heute nicht mehr vorhanden sind.[13]

- Thermalquelle und Thermalbad von Saint-Christau. Das Thermalbad befindet sich inmitten eines 60 Hektar großen Parks. Sein Wasser enthält Eisen, Kupfer, Hydrogencarbonate, Kalzium und Magnesium und wird vor allem zur Heilung in der Dermatologie angewendet. Einer Legende nach wurde im Mittelalter ein Leprakranker geheilt, was zur Errichtung eines Krankenhauses führte. Um die Thermalquelle herum ließ die Familie Lassale im 18. Jahrhundert das heutige Thermalbad errichten.[7]

## Wirtschaft und Infrastruktur

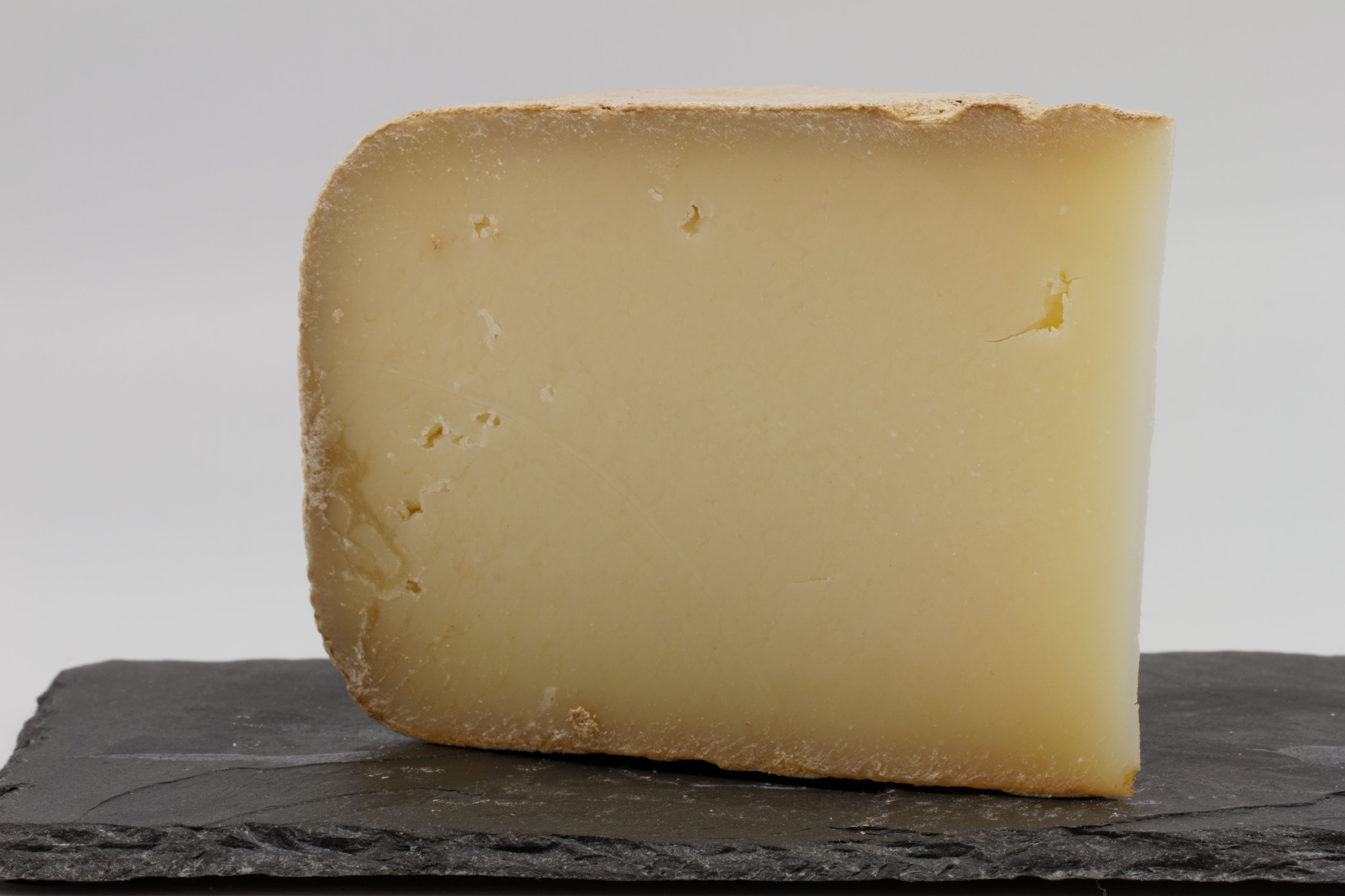
Ossau-Iraty

Die Wirtschaft der Gemeinde profitiert von der Thermalquelle. Lurbe-Saint-Christau liegt in der Zone AOC des Ossau-Iraty, eines traditionell hergestellten Schnittkäses aus Schafmilch.

### Bildung
Lurbe-Saint-Christau verfügt über eine öffentliche Vorschule mit 18 Schülerinnen und Schülern im Schuljahr 2017/2018.

Logo des Jakobswegs

### Sport und Freizeit
Der Fernwanderweg GR 653 von Toulouse nach Jaca, der einem Abschnitt der Via Tolosana, dem südlichsten der vier historischen „Wege der Jakobspilger in Frankreich“., entspricht, führt durch das Zentrum der Gemeinde.
Der anspruchsvolle Rundweg Mail Arrouy führt über eine Länge von 12,5 km und einem Höhenunterschied von 950 m u. a. rund um den Mail Arrouy.

### Verkehr
Lurbe-Saint-Christau ist erreichbar über die Routes départementales 238, 638 und 918 (ehemalige Route nationale 618).
Die Linie 63 des TER Aquitaine, einer Regionalbahn der staatlichen SNCF, bedient die Strecke von Pau nach Bedous über Oloron-Sainte-Marie, den aktuell betriebenen Teil der Bahnstrecke Pau–Canfranc. Lurbe-Saint-Christau besitzt einen Haltepunkt auf dieser Linie.

## Persönlichkeiten
Bernard Labourdette, geboren am 13. August 1946 in Lurbe-Saint-Christau, war ein professioneller französischer Radrennfahrer, aktiv in den Jahren 1969 bis 1977. Er nahm achtmal an der Tour de France (ein Etappensieg im Jahre 1971) und viermal an der Vuelta a España teil.